# Roronoa Zoro
Roronoa Zoro (ロロノア・ゾロ?) è uno dei protagonisti del manga One Piece, scritto e disegnato da Eiichirō Oda, e delle sue opere derivate.
Entra a far parte della ciurma di Cappello di paglia come primo membro dopo che Monkey D. Rufy lo salva dall'esecuzione da parte del capitano della Marina Morgan. Nativo del Villaggio di Shimotsuki nel Mare Orientale, Zoro si è allenato fin dall'infanzia all'uso della spada, sviluppando un peculiare stile di combattimento a tre spade, reggendone una con la bocca. Il suo sogno è di diventare il più grande spadaccino del mondo.

## Concezione e sviluppo
Un primo prototipo di Zoro può essere identificato in Ryuma, protagonista del manga autoconclusivo Monsters contenuto nella raccolta One Piece Wanted!. L'idea originaria di Oda era quella di rendere Ryuma coprotagonista dell'opera, ma decise in seguito di rendere Rufy l'unico protagonista e di affiancargli lo spadaccino in una posizione di subalterno. La rivalità con Sanji nasce invece da un'opera mai pubblicata intitolata Great Swordsmen: i protagonisti erano Ruyma e un cavaliere di nome Romeo, primo prototipo del cuoco, continuamente in conflitto per provare la rispettiva superiorità. 
Usando quindi Ryuma come base, Oda sviluppò in seguito il personaggio di Zoro: il loro legame viene anche ripreso direttamente nell'opera, rendendo Ryuma un samurai del paese di Wa e Zoro un suo diretto discendente. L'autore ha dichiarato di essersi ispirato a Miyamoto Musashi, fondatore della scuola a due spade Niten Ichi-ryū e ritenuto essere il miglior spadaccino della storia del Giappone: l'idea di Oda era quella di rendere Zoro più grande persino di Musashi semplicemente facendogli impugnare una spada in più, creando così lo stile a tre spade utilizzato dal personaggio. Inizialmente Zoro doveva essere un membro della ciurma di Bagy, ma ad Oda piaceva l'idea di uno spadaccino con uno stile a tre spade e lo fece diventare un membro della ciurma di Cappello di paglia, con il ruolo di guerriero. Inoltre, non ricopriva il grado di vicecapitano: tale ruolo apparteneva infatti a colui che sarebbe diventato Usop. Il suo cognome è ispirato al pirata François l'Olonese.
È uno dei personaggi che hanno subito meno modifiche stilistiche nel corso della creazione: l'aspetto fisico è rimasto pressoché invariato in tutti gli schizzi originari mantenendosi quasi completamente inalterato anche nel corso dell'opera. Tra i pochi cambiamenti fisici uno tra i più vistosi è la perdita dell'occhio sinistro avvenuta durante il timeskip. Nonostante sia stata mostrata solo nel volume 61 Oda durante un'intervista ha rivelato di averla ideata sin dall'inizio dell'opera.

## Biografia del personaggio

### L'infanzia, il Mare Orientale e la prima metà della Rotta Maggiore

Copertina italiana del volume 1 del manga, raffigurante i primi membri della ciurma: da sinistra Nami, Rufy e Zoro

Roronoa Zoro, nato nel villaggio Shimotsuki nel Mare Orientale, è un discendente del casato Shimotsuki del Paese di Wa; rimasto orfano, inizia sin da bambino ad allenarsi nel combattimento con le spade assieme all'amica Kuina, usando due spade contemporaneamente. I due giurano che in futuro uno di loro sarebbe diventato il miglior spadaccino del mondo, ma la ragazza muore qualche tempo dopo cadendo dalle scale: il padre di Kuina regala quindi a Zoro la spada della figlia, la Wado Ichimonji, e da quel momento il ragazzo inizia a specializzarsi nella tecnica a tre spade. Crescendo diventa il cacciatore di taglie più temuto del Mare Orientale, conoscendo nel mentre i fratelli Yosaku e Johnny e ricevendo una lettera di reclutamento nella Baroque Works, che però rifiuta.
Anni dopo Zoro viene catturato dalla Marina a Sheltz Town dal capitano Morgan, avendo ucciso il lupo domestico del figlio di quest'ultimo, Hermeppo, che stava per aggredire una bambina. Viene liberato da Kobi e da Monkey D. Rufy, unendosi poi a quest'ultimo diventando così il primo membro della futura ciurma di Cappello di paglia. Nel loro viaggio nel Mare Orientale affrontano e sconfiggono la ciurma di Bagy e quella di Kuro, reclutando la ladra e navigatrice Nami e il cecchino Usop; giunti al ristorante Baratie Zoro incontra Drakul Mihawk, membro della Flotta dei Sette e miglior spadaccino del mondo, provando ad affrontarlo ma venendo rapidamente sconfitto e perdendo due delle tre spade: Mihawk tuttavia si rende conto delle sue potenzialità e della sua determinazione e lo sprona a diventare più forte, dicendogli che lo attenderà per sfidarsi nuovamente. Dopo gli scontri ad Arlong Park, dove lo spadaccino affronta e sconfigge Hacchan, la ciurma, cui si è unito il cuoco Sanji, si dirige a Rogue Town, dove Zoro sostituisce le spade rotte con le leggendarie Yubashiri e Sandai Kitetsu, grazie anche all'aiuto della marine Tashigi. 
Entrati nella Rotta Maggiore la ciurma conosce la principessa di Alabasta Nefertari Bibi ed entra in conflitto con la Baroque Works; nel mentre reclutano il medico di bordo TonyTony Chopper. Ad Alabasta Zoro affronta e sconfigge Mr. 1, facendosi notare dalla Marina che gli mette una taglia sulla testa, e fa la conoscenza con l'archeologa Nico Robin, unitasi alla ciurma dopo aver abbandonato la Baroque Works. Giunti all'isola nel cielo Zoro affronta il sacerdote di Ener Ohm; tornati a terra, dopo il conflitto con Foxy, prova ad affrontare assieme a Rufy e Sanji l'ammiraglio della Marina Aokiji, che però lo neutralizza rapidamente. Arrivati a Water Seven Robin viene rapita dalla CP9, e la ciurma si dirige a Enies Lobby per salvarla assieme al cyborg Franky, conosciuto nel mentre. Qui Zoro affronta e sconfigge Kaku, ma perde la Yubashiri nei successivi scontri con i marines. Salpati da Water Seven giungono a Thriller Bark, dove conoscono lo scheletro musicista Brook e dove si imbattono nel membro della Flotta dei Sette Gekko Moria: Zoro affronta lo zombie del leggendario samurai Ryuma, il quale gli dona la sua spada Shusui dopo essere stato sconfitto. Dopo la sconfitta di Moria si presenta sul luogo Orso Bartholomew, incaricato di catturare Rufy: questi neutralizza tutti i presenti eccetto Zoro, che decide di sacrificarsi per difendere il suo capitano: Bartholomew trasferisce su Zoro tutti i danni subiti da Rufy nello scontro con Moria, portando lo spadaccino in fin di vita ma lasciando poi fuggire tutti i presenti. Giunti all'arcipelago Sabaody la ciurma conosce la sirena Kayme e il vicecapitano dei pirati di Roger Silvers Rayleigh; qui, a causa dell'aggressione di Rufy ai danni di un Nobile mondiale, vengono attaccati dall'ammiraglio Kizaru e nuovamente da Bartolomew, che spedisce i membri della ciurma in varie parti del mondo. Zoro atterra a Kuraigana, dove incontra l'ex sottoposta di Moria Perona e dove apprende i fatti della battaglia di Marineford da Mihawk, che abita su quell'isola. Quando riceve il messaggio di Rufy, che comunica alla ciurma che si sarebbero incontrati nuovamente solo dopo due anni, chiede a Mihawk di allenarlo e questi accetta.

### Il Nuovo Mondo
Riunitasi dopo due anni, la ciurma salpa verso l'isola degli uomini-pesce, dove affrontano e sconfiggono i nuovi pirati uomini-pesce capitanati da Hody Jones. Giunti nel Nuovo Mondo sbarcano a Punk Hazard, dove Rufy stringe un'alleanza con il pirata Trafalgar Law per abbattere l'Imperatore Kaido; sull'isola Zoro aiuta il samurai Kin'emon a ritrovare il giovane Momonosuke, affrontando anche Mone assieme a Tashigi, presente anch'essa sull'isola. Giunti a Dressrosa la ciurma si scontra con il clan di Donquijote, organizzazione comandata dal membro della Flotta Donquijote Do Flamingo: Zoro elimina Pica, uno dei generali del clan, per poi fuggire assieme agli altri dall'assalto dell'ammiraglio Fujitora. Giunti a Zo scoprono che Sanji, separatosi da loro a Dressrosa assieme a Nami, Brook e Chopper, è stato rapito dall'imperatrice Big Mom: mentre Rufy, accompagnato da Nami, Brook, Chopper e dai visoni Pedro e Carrot, si dirige a salvare il cuoco, il resto della ciurma si dirige con Law e i samurai Kin'emon, Kanjuro e Raizo al paese di Wa, per preparare l'offensiva contro Kaido. 
Arrivati al Paese, Zoro, divenuto involontariamente un ricercato, scopre la verità su Kin'emon e sui suoi compagni, apprendendo inoltre la storia di Kozuki Oden; fa inoltre la conoscenza di Shimotsuki Yasuie, precedente daimyō del paese ucciso poi dallo shogun Kurozumi Orochi, e di Hiyori, figlia di Oden e sorella di Momonosuke, che gli offre la spada del padre, la Enma, in cambio della restituzione della Shusui al paese. Durante l'assalto a Onigashima affronta brevemente Scratchmen Apoo, neutralizzandolo, e giunge assieme a Rufy, Law, Eustass Kidd e Killer dinanzi a Kaido e Big Mom, arrivata nel mentre sull'isola. Ferito da un attacco dei due imperatori, Zoro viene portato via da Law e affidato a Sanji e Chopper, che usa su di lui una medicina in grado di curare temporaneamente tutti danni subiti; grazie a ciò riesce ad affrontare e a sconfiggere King. Salpata da Wa, dopo aver incontrato Jewelry Bonney ed essere giunta a Egghead la ciurma incontra il dottor Vegapunk, che chiede a Rufy di aiutarlo a fuggire dall'isola consapevole che il Governo stia cercando di ucciderlo per le sue ricerche sul secolo buio: intercettati dalla CP0 e dai Cinque Astri di Saggezza Zoro affronta e neutralizza Lucci, per poi fuggire assieme agli altri aiutati dai pirati Guerrieri Giganti.

## Descrizione

### Aspetto fisico
Zoro è descritto come un ragazzo muscoloso con i capelli verdi; ha una cicatrice sul torace che parte dalla spalla sinistra e lo attraversa diagonalmente, ottenuta nello scontro con Mihawk al Baratie, e due sulle caviglie, causate dall'incontro con Mr. 3. Dopo i due anni di allenamento presenta un'ulteriore cicatrice sull'occhio sinistro, che tiene costantemente chiuso. È solito indossare una panciera verde e una bandana legata al braccio sinistro, che si mette in testa durante i combattimenti più impegnativi; inoltre, porta le spade appese al fianco destro. Alla prima apparizione ha 19 anni.

### Personalità
Patrizio Prata, doppiatore italiano di Zoro, afferma che "[a] volte è maldestro, altre pigro. Ma al tempo stesso [...] è molto tenace". Zoro è un personaggio che tiene in gran conto l'onore e la lealtà verso il capitano, anche se talvolta è costretto a riprendere Rufy e a ricordargli le sue responsabilità. Sebbene segua i principi del bushido, è disposto a mettere da parte l'onore personale quando si tratta di difendere i compagni, arrivando a inchinarsi e a chiedere aiuto a Drakul Mihawk, nonostante intenda sconfiggerlo: il suo sogno è infatti diventare il miglior spadaccino del mondo, per tener fede alla promessa fatta a Kuina. Prima di unirsi alla ciurma era un cacciatore di taglie, cosa che lo ha fatto diventare noto con il soprannome di "cacciatore di pirati" (海賊狩り?, Kaizoku gari).
Zoro è ritenuto da molti personaggi il braccio destro di Rufy e assume a volte i comportamenti tipici di un vicecapitano, sebbene Oda abbia chiarito che non ricopre ufficialmente tale ruolo classificandolo comunque come il "numero due" della ciurma; ha però affermato che lui e Sanji sono i due elementi del gruppo più importanti per il capitano, arrivando a soprannominarli "le ali di Rufy". Paradossalmente, Sanji è l'unico membro della ciurma con cui Zoro ha un pessimo rapporto: la rivalità tra i due esiste sin dal loro primo incontro, ed è dimostrata dal fatto che lo spadaccino non ha mai usato il nome di Sanji nel riferirsi a lui, affibbiandogli spesso e volentieri nomignoli.
Non sono tuttavia pochi i momenti in cui Zoro assume connotazioni comiche: dalle sue frequenti dormite a bordo della nave alla messa in mostra del suo inesistente senso dell'orientamento, tale da costringere i suoi compagni a impedirgli di andare in giro da solo.

### Taglia
La prima taglia di Zoro, assegnatagli dopo i fatti di Alabasta, è di 60 milioni di berry. Dopo l'assalto a Enies Lobby la sua taglia viene raddoppiata raggiungendo così i 120 milioni, che lo rende assieme al capitano una delle undici Supernove. A seguito dei fatti di Dressrosa, la sua taglia viene portata a 320 milioni, mentre dopo gli scontri a Wa viene aumentata a 1 miliardo e 111 milioni di berry.

## Stile di combattimento
Zoro è uno spadaccino inventore e sviluppatore della tecnica a tre spade (三刀流?, Santōryū), con la quale impugna due spade e ne tiene una tra i denti. Sebbene preferisca usare tutte e tre le sue spade, è in grado di combattere anche con stili a due (二刀流?, Nitōryū) e a una (一刀流?, Ittōryū) spada. È poi capace di generare un'illusione che lo fa apparire come un asura, demone a tre teste e sei braccia, aumentando il numero di spade impugnate a nove e diventando così in grado di usare uno stile a nove spade (九刀流?, Kyūtōryū). Durante l'allenamento con Mihawk impara a usare l'ambizione della percezione e dell'armatura, specializzandosi nell'utilizzo di quest'ultima; inoltre, secondo Kaido, possiede anche l'ambizione del re conquistatore: sebbene lo spadaccino affermi di non esserne consapevole è in grado di utilizzarla inconsciamente già a livelli elevati.

### Spade
Dopo la morte di Kuina Zoro riceve in dono la spada appartenuta a quest'ultima, l'owazamono Wadō Ichimonji (和道一文字? lett. "Strada dell'armonia"), iniziando così a usare tre spade nei combattimenti. All'inizio della trama la usava assieme a due spade dal nome ignoto, distrutte durante il combattimento con Drakul Mihawk. Per sostituirle riesce a procurarsi a Rogue Town due spade leggendarie: la wazamono maledetta Sandai Kitetsu (三代鬼徹? lett. "Terza generazione del demone penetrante") e la ryowazamono Yubashiri (雪走? lett. "Neve cadente"), regalategli dal commerciante dopo essere riuscito a vincere la maledizione della prima. La Yubashiri viene distrutta negli scontri a Enies Lobby: viene sostituita a Thriller Bark dalla Shūsui (秋水? lett. "Acqua d'autunno"), owazamono nera appartenuta al leggendario samurai Ryuma, che gli viene regalata dallo zombie del samurai stesso. A Wa, Hiyori chiede a Zoro di restituire la Shusui al paese, essendo stata trafugata assieme al corpo del samurai anni prima da Gekko Moria, in cambio di una delle spade di Oden, l'owazamono Enma (閻魔?): questa spada ha la caratteristica di assorbire in continuazione l'ambizione di chi la impugna, permettendogli di scatenare attacchi ben più potenti del normale ma rischiando di portarlo alla morte qualora ne utilizzi troppa.

## Altri media

### Animazione
Nella serie anime e nei media derivati, Zoro è doppiato dal seiyū Kazuya Nakai e da bambino da Megumi Urawa, mentre nell'OAV è doppiato da Wataru Takagi. In italiano, Zoro è doppiato da Patrizio Prata, mentre da bambino da Federica Valenti, Elisabetta Spinelli nell'episodio 39 e Benedetta Ponticelli nell'episodio 504.

### Serie televisiva

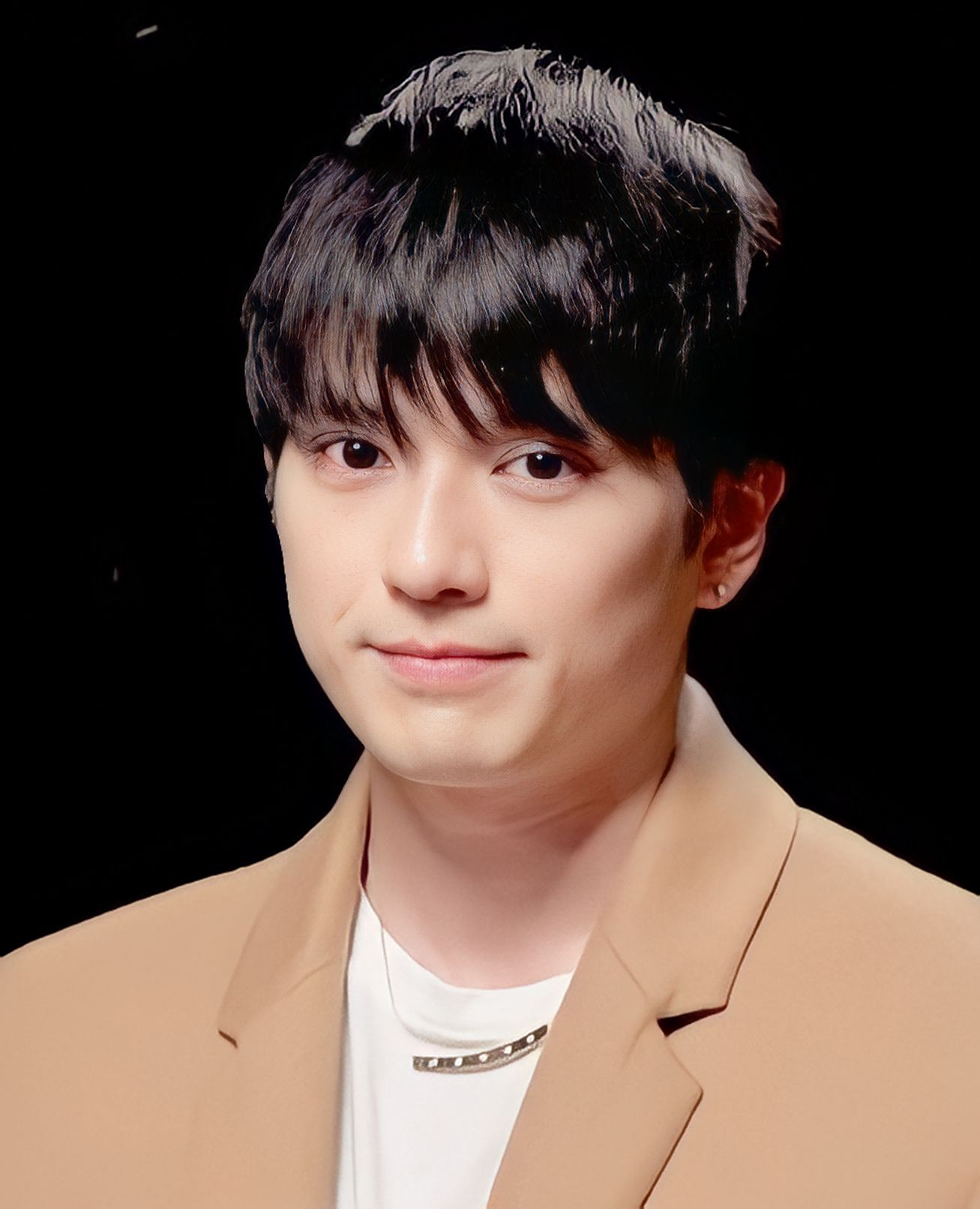
Mackenyu, interprete di Zoro nell'adattamento live-action

Nella serie live-action di Netflix Zoro è interpretato dall'attore giapponese Mackenyu: dopo un rifiuto iniziale, dato dal fatto che al momento della proposta era già impegnato nella realizzazione del film live-action de I cavalieri dello Zodiaco, una volta scoperto che si trattava il ruolo offertogli era quello di Zoro in One Piece ha accettato all'istante, essendo un fan della serie. Nel doppiaggio italiano è interpretato da Manuel Meli.

## Accoglienza
In tutti i sondaggi di popolarità Zoro risulta essere il secondo personaggio più amato dopo Monkey D. Rufy tranne che in quello del 2014 dove risulta terzo dietro a Trafalgar Law. Nel sondaggio del 2017 ritorna ad essere al secondo posto e anche in quello del 2021.
In un sondaggio del 2007 di Oricon, Zoro è risultato essere il quarto personaggio di manga di cui i lettori desidererebbero uno spinoff, mentre in un sondaggio condotto da Animeclick nel 2017 Zoro è risultato essere il membro della ciurma preferito dagli utenti del sito con il 25,15% dei voti. DVD Talk loda lo "spassoso" stile di combattimento a tre spade di Zoro come un grande esempio del senso dell'umorismo dello show. Holly Ellingwood di Activeanime ha lodato la lotta di Zoro contro Rufy, elogiando le scene d'azione. Carl Kimlinger di Anime News Network ritiene che i flashback di Zoro e di Sanji siano “davvero strappalacrime, anche se sono eseguiti con meno grazia".

### Nella cultura di massa
Nello speciale La paura fa novanta XXV della serie I Simpson, durante uno degli sketch, compaiono i protagonisti della serie vestiti come i personaggi di vari manga ed anime, tra cui Homer Simpson vestito da Zoro. Nel 2019, in occasione del ventiduesimo anniversario del manga, il mangaka Boichi, autore di Sun Ken Rock e Dr. Stone, ha pubblicato su Shonen Jump uno one-shot intitolato Roronoa Zoro: Umi ni Chiru (ロロノアゾロ: 海 に 散る? lett. "Roronoa Zoro: perso nell'oceano") incentrato sullo scontro tra Zoro e Drakul Mihawk. Nell'aprile 2024 è stata annunciata la pubblicazione di un romanzo su Zoro sul diciottesimo numero della rivista One Piece Magazine, ambientato prima dell'incontro tra lo spadaccino e Rufy. Compare inoltre come uno dei rappresentanti del manga nel videogioco Jump Force. 
Zoro è stato poi ritratto in una statua di bronzo posta nella prefettura di Kumamoto, città natale dell'autore Eiichiro Oda, come ringraziamento per il suo supporto dopo il terremoto del 2016. La statua, appartenente a una serie raffigurante i membri della ciurma di Cappello di paglia, è stata inaugurata il 22 gennaio 2022.

### Merchandise
Il marchio di borse spagnolo Mis zapatos, in collaborazione con il manga di One Piece, ha messo in vendita dei modelli di borse e zaini raffiguranti Rufy e Zoro. Nel settembre 2020 sono state realizzate delle illustrazioni raffiguranti Rufy e Zoro indossanti dei capi firmati Gucci, in occasione di una collaborazione tra il marchio di moda e il franchise di Oda.